# Breg pri Dobu
Breg pri Dobu je naselje v Občini Ivančna Gorica.